# Chloreuptychia sericeella
Espèce
Chloreuptychia sericeella est une espèce de papillons de la famille des Nymphalidae et de la sous-famille des Satyrinae, de la tribu des Satyrini, de la sous-tribu des Euptychiina.

## Dénomination
Chloreuptychia sericeella  a été décrit par l'entomologiste Henry Walter Bates en 1865, sous le nom initial de Euptychia sericeella.

### Nom vernaculaire
Chloreuptychia sericeella se nomme Blue-topped Satyr en anglais.

## Description
Chloreuptychia sericeella est un papillon avec sur le dessus les ailes antérieures marron nacré et les ailes postérieures bleu nacré.
Le revers est de couleur marron nacré avec deux lignes marron qui limitent les aires discale et postdiscale. L'aire postdiscale est nacrée de violet à partir de cette ligne et de façon plus intense aux ailes postérieures. Un petit ocelle foncé cerné de jaune et doublement pupillé marque l'apex des ailes antérieures, et les ailes postérieures sont marquées d'une ligne d'ocelles cerclés de jaune dont seuls celui proche de l'angle anal et un gros proche de l'apex sont foncés

## Écologie et distribution
Chloreuptychia sericeella est présent au Mexique et au Guatemala.

### Protection
Pas de statut de protection particulier